# Рассвет (Топкинский район)
Рассвет — посёлок в Топкинском районе Кемеровской области. Входит в состав Соломинского сельского поселения.

## География
Центральная часть населённого пункта расположена на высоте 223 метров над уровнем моря.

## История
В 1962 году указом Президиума Верховного Совета РСФСР посёлок фермы № 1 совхоза «Соломинский» переименован в Рассвет.

## Население
| 2010 |
| ---- |
| 805  |